# Krahu i shqiponjës
Krahu i shqiponjës ("L'ala dell'aquila") è un periodico albanese che mira a promuovere la vita sociale e artistico-letteraria albanese, al servizio di un alto obiettivo nazionale e con l'intenzione di difendere gruppi discriminati della società balcanica. Il suo leader spirituale era e rimane Bilal Xhaferri.

## Storia
Krahu i shqiponjës è un periodico politico, culturale, letterario, pubblicato per la prima volta nell'ottobre del 1974, in due lingue, albanese e inglese, come organo della Lega ciamuriote, a Chicago, Stati Uniti d'America. Il fondatore, l'editore e il direttore era Bilal Xhaferri, poeta, narratore e pubblicista famoso, dissidente, nato il 2 novembre 1935 a Ninat di Konispol, nella regione di Ciamuria e, dopo una grande attività letterario-pubblicistica, muore in esilio (fuggito dall'Albania nel 1969 come nazionalista anticomunista, perseguitato dai servizi segreti dello Stato (Sigurimi i Shtetit) il 14 ottobre 1986 a Chicago.
Krahu i shqiponjës era una tribuna del pensiero libero democratico, con aspirazioni profondamente anticomuniste, antidittatoriali e antienveriste, con l'intenzione di unire tutte le forze politiche albanesi in esilio, l'unificazione del pensiero, dei programmi e dei loro obiettivi per un'Albania libera pro-occidentale.
La rivista trattava ampiamente di problemi nazionali albanesi ed in particolare la controversa questione della Ciamuria, la questione del Kosovo, di altri territori rimasti fuori dai confini dell'Albania ed anche altre questioni delle comunità albanesi nel mondo e della diaspora. Bilal Xhaferri riesce a pubblicare 39 numeri.
Dall'agosto dell'anno 1995 in avanti, Krahu i shqiponjës si pubblica a Tirana, come organo dell'associazione culturale «Bilal Xhaferri» (Comunità culturale della Ciamuria) fondata e diretta dal noto giornalista e scrittore Shefki Hysa, il quale diede inizio al rientro in Albania della spoglia di Bilal Xhaferrit, come anche l'innalzamento dei valori straordinari di questa esemplare figura maltrattata e censurata dalla dittatura comunista albanese.
Nelle pagine della rivista Krahu i shqiponjës, tra gli scritti e le interviste dei politici albanesi e stranieri che difendono la questione albanese, soprattutto quella dei ciamurioti, sono frequentemente pubblicati anche articoli e creatività scelta da personalità delle lettere albanesi e di quelle mondiali come: Alfred de Musset, Bilal Xhaferri, Christina Rossetti, Dritëro Agolli, Edgar Allan Poe, Ismail Kadare, Jakup Halil Mato, Martin Mato, Miranda Vickers, Namik Mane, Pjetër Arbnori, Shefki Hysa, Vath Koreshi, Haim Reitan, Jack London, Jean-Paul Sartre, ecc.
Shefki Hysa, nella qualità dell'editore e di caporedattore di questa rivista, con i contributi suoi e dei suoi amici, è riuscito a pubblicare più di 80 numeri e continua con perseveranza a tenere alto il piedistallo di questo pensiero nella scia degli ideali di Bilal Xhaferri.